# Клан Макинтош

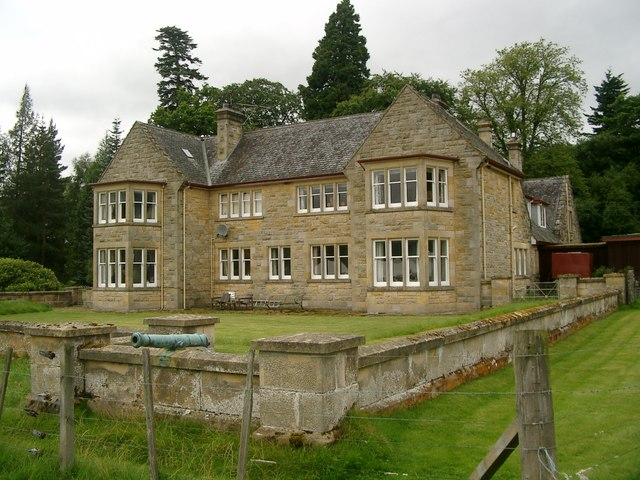
Мой-Холл, современная резиденция вождей клана Макинтош

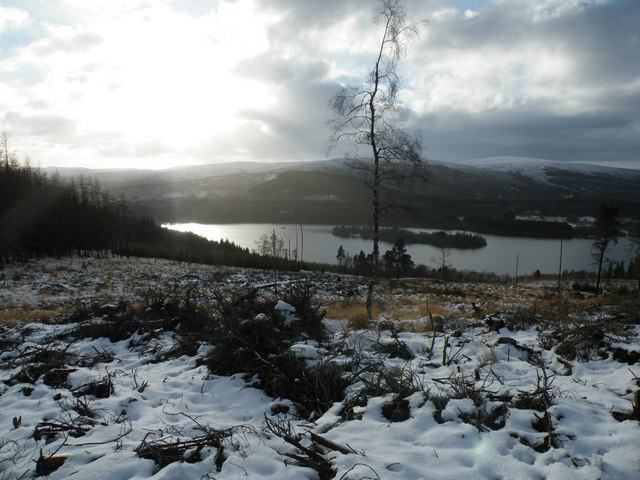
Озеро Лох-Мой, на котором находился Мой-Касл, историческая резиденция вождей клана Макинтош на озёрном острове. (Не путать с другим замком Мой под Лохбуи, резиденцией клана Маклейн из Лохбуи

Клан Макинтош (шотл. — Clann Mackintosh, гэльск. — Clann Mhic an Tòisich) — один из кланов горной Шотландии (Хайленд). Владел землями в Инвернессе (шотл. — Inverness). Вожди клана Макинтош является одновременно вождями конфедерации кланов Хаттан.
- Девиз клана: «Не трогайте кота без перчаток!» (Намёк на эмблему клана).
- Боевой клич: «Loch Moigh» — «Озеро Мой».
- Символ клана: брусника, самшит и растение «медвежьи ушки».

## История клана Макинтош

### Происхождение
Название клана Макинтош на гэльском — Мик ан Тойших (Mhic an Tòisich) переводится как «сын вождя». Исторические предания клана Макинтош утверждают, что первым вождём и основателем клана был Шоу — второй сын Дункана Макдаффа (гэльск. — Duncan MacDuff) — графа Файф из королевской династии королевства Дал Риада. В 1160 году Шоу Макдафф сопровождал короля Шотландии Малкольма IV в военном походе при подавление восстания в Морее. В 1163 году он был констеблем в замке Инвернесс в долине Финдхорн. Центром и сердцем земли клана Макинтош была земля Петти. Там же хоронили вождей клана Макинтош. В 1179 году Шоу Макдаффу унаследовал его сын и тёзка, Шоу.

### XIII век — шотландско-норвежская война
В 1263 году во время шотландского-норвежской войны (1262—1266) Феркухар Макинтош, 5-й вождь клана Макинтош, привёл свой клан на битву при Ларгсе с армией короля Норвегии Хакона ІV. Позднее, в 1265 году Феркухар Макинтош погиб во время поединка, оставив свои владения и титул в наследство своему малолетнему сыну Ангусу.

### Создание конфедерации кланов Хаттан
Ангус Макинтош воспитывался при дворе своего дяди, Александра Ога, лорда Островов и вождя клана Макдональд. В 1291 году Ангус женился на Еве, единственной дочери Дугала Дала, вождя клана Хаттан. В качестве приданого он получил земли Гленлой (гэльск. — Glenloy) и земли около озера Лох-Аркейг (гэльск. — Loch Arkaig). Ангус и Ева жили в замке Тор на землях клану Хаттан. Позднее они жили в землях Рохемурхус (гэльск. — Rothiemurchus). В результате сплочения вокруг себя других кланов и заключения военных союзов он начал образование конфедерации кланов Хаттан, которую возглавили вожди клана Макинтош. Однако их руководство конфедерацией отрицалось вождями клана Макферсон, которые тоже входили в конфедерацию, но претендовали на руководство. С этого времени история клана Макинтош и история конфедерации Хаттан совпадали.

### XIV век — война за независимость Шотландии
Во время войны за независимость Шотландии клан Макинтош поддерживал борьбу за независимость Шотландии и будущего короля свободной Шотландии Роберта Брюса.

### Войны кланов
Клан Макинтош вёл войны против других шотландских кланов — в первую очередь против клана Камерон. Эта вражда длилась более 350 лет. В 1337 году состоялась битва под Друмлуй (гельск. — Drumlui) между кланами Макинтош и Камерон. Причиной войны были споры относительно земель Гленлуй и Лох-Аркейг. В 1370 году состоялась битва под Инвернахавоном между кланом Камерон и конфедерацией кланов Хаттан. В 1396 году состоялась битва под Норт-Инч между этими же противниками.

### XV век — войны кланов продолжаются
9-му вождю клана Макинтош — Феркухару Макинтошу пришлось уступить лидерство в пользу Малкольма Макинтоша, сына 7-го вождя клана. Малкольм Макинтош был сильным лидером и значительно усилил влияние клана и расширил его владения. Он враждовал с кланом Комин. С этим кланом клан Макинтош враждовал ещё со времён Роберта Брюса. В 1424 году клан Комин захватил земли клана Макинтош — земли Мейкл Геддес (шотл. — Meikle Geddes) и Райт (шотл. — Rait). Но клан Макинтош в ответ начал войну и уничтожил многих людей из клана Комин. В свою очередь Комины напали на земли Мой и безуспешно пытались захватить замки клана Макинтош. По завершении войны была попытка примирения: кланы встретились в замке Райт, принадлежавшего тогда клана Комин. Но встреча завершилась поножовщиной — люди из клана Макинтош вырезали вождей клана Комин.
Клан Макинтош принимал участие в битве под Лохабер в 1429 году. Битва была между силами во главе с Александром Макдональдом, графом Росса и лордом Островов, и армией короля Шотландии Якова І Стюарта. При Палм Сандей 1429 года состоялось сражение между силами конфедерации Хаттон и кланом Камерон.
Битва под Крайг Кайлох (шотл. — Craig Cailloch) состоялась в 1441 году. Клан Макинтош по наущению лорда Островов напал на земли клана Камерон. В этой битве второй сын вождя клана Макинтош — Лахлан Баделох (шотл. — Lachlann Badenoch) был ранен, а Гилл Халиум (шотл. — Gille Chaluim) — его брат — убит.
В 1454 году состоялась битва под Клахнахарри (гельск. — Clachnaharry) между кланом Макинтош и кланом Манро во главе с вождём клана Джоном Манро Милтауном.
В 1491 году состоялся рейд на земли графства Росс. Рейд совершил клан Маккензи против кланов Макдональд из Лохалша, Макдональд с Кланраналда, Камерон и против конфедерации кланов Хаттан, которую возглавлял клан Макинтош. Бои развернулись в том числе за замок Инвернесс, который занял и защищал клан Макинтош.

### XVI век — продолжение войн кланов
В 1570 году состоялась битва под Бун Гарбайн (гэльск. — Bun Garbhain) между кланами Макинтош и Камерон. Домнал Дуб Камхрон (гельск. — Domhnall Dubh Camshròn) — 15-й вождь клана Камерон умер, оставив малолетнего сына Айлена (гельск. — Ailean) на главе клана. Во время битвы вождь клана Макинтош был убит Дональдом (Тайллером Дувом на Туайге Камероном (гэльск. — Donald Taillear Dubh na Tuaighe Cameron) грозным топором «Лохабер».
В 1594 году состоялась битва при Гленливете (гэльск. — Glenlivet), в которой клан Макинтош и кланы конфедерации Хаттан воевали на стороне графа Аргайл, который выступил вместе с кланами Кэмпбелл, Стюарт с Атолла и Форбс. Союзники потерпели поражение от армии графа Хантли в состав которой входили кланы Гордон, Комин и Камерон.

### XVII век — гражданская война на Британских островах
Во время гражданской войны на Британских островах клан Макинтош поддерживал Джеймса Грэма, 1-го маркиза Монтроза, в течение всей компании Карла I Стюарта.
В 1665 году были стычки между конфедерацией Хаттан, которую возглавлял клан Макинтош, и кланом Камерон. В 1668 году состоялась битва под Малрой (шотл. — Mulroy). На то время кланы Макинтош и Камерон временно находились в состоянии мира. Вождь клана Камерон — сэр Эобанн (гэльск. — Eòbhann) поддерживал мир с бывшими вражескими кланами. Но когда вождь клана Камерон Эобанн Камхрон (гэльск. — Eòbhann Camshròn) был с визитом в Лондоне, вражда между кланами вспыхнула с новой силой. Начались вооружённые столкновения, которые переросли в войну — объединённые силы кланов Камерон и Макдональд победили кланы Макинтош и Маккензи.

### XVIII век — восстания якобитов
В 1715 году вспыхнуло первое восстание якобитов. Клан Макинтош был верен изгнанному королевскому дому Стюарт. Лахлан Макинтош (шотл. — Lachlan Mackintosh) привёл под знамёна повстанцев 800 воинов. Командовал ими его двоюродный брат, бригадир Уильям Макинтош Борлум. Они потерпели поражение во время битвы под Престоном (шотл. — Preston). После поражения восстания многие из клана Макинтош были отправлены в ссылку в Америку.
В 1745 году вспыхнуло в Шотландии второе восстание якобитов. Ангус Макинтош, 12-й вождь клана Макинтош, был капитаном британского полка «Чёрная Стража». Он был обязан воевать против повстанцев. Но в его отсутствие его жена леди Анна Фаркухарсон-Макинтош (шотл. — Lady Anne Farquharson-MacKintosh) (1723—1784) подняла клан на восстание. Кроме своего клана, она подняла на возникновение кланы Макгилливрей и Макгилливрей из Данмагласса. Именно люди этих кланов сыграли решающую роль в победе повстанцев под Фалкирк Муйр (шотл. — Falkirk Muir) в 1746 году. После этой победы принц Чарльз — претендент на трон короля Шотландии от повстанцев прибыл в замок Мой к леди Анне. 500 солдат правительственных войск окружили замок и хотели схватить принца Чарльза. Однако они были дезинформированы — им сообщили якобы к замку идёт вся армия якобитов. Солдаты отступили, и принц Чарльз благополучно избежал плена. Это событие вошло в историю как «Рут Мой». В битве при Каллодене в 1746 году клан Макинтош и вся конфедерация Хаттан понесла тяжёлые потери.

### Вождь клана
Современным (31-м) вождём клана Макинтош Джон Лахлан Макинтош из Макинтоша (род. 1969). В 1995 году он стал вождём клана и сейчас живёт в Сингапуре. Он возглавляет отделение истории на гуманитарном факультете школы Наньян для девочек. Он женился на мисс Ванессе Хэн в марте 2014 года.

## Замки клана
- Замок Мой Холл[англ.] (шотл. — Moy Hall) — нынешняя резиденция вождей клана Макинтош.
- Замок Мой (шотл. — Castle on Moy Island) — на острове Мой на озере Лох Мой. Сейчас от этого замка остались одни руины[3].
- Замок Борлум (шотл. — Borlum Castle) — был резиденцией якобитов и ветви клана Макинтош Борлум[3].
- Замок Стюарт (шотл. — Castle Stuart) — когда-то принадлежал Джеймсу Стюарту, 1-му графу Морею, затем был захвачен кланом Макинтош, был спор относительно замка, но была достигнута договорённость.
- Замок Каллоден-Хаус (шотл. — Culloden House) — возле Инвернесс. Принадлежал клана Макинтош, но был продан клану Форбс в 1626 году[3].
- Замок Кеппох (шотл. — Keppoch Castle) — был резиденцией вождей клана Макдональд из Кеппоха. Был спор за этот замок, замок перешёл к клану Макинтош в 1690 году[3].
- Замок Райт (шотл. — Rait Castle) — в окрестностях Нэрна (Инвернесс). Владел замком клан Комин, затем клан Макинтош и клан Кэмпбелл из Кодора. В этом замке состоялась резня — клан Комин был почти полностью вырезан в этом замке. В этом замке выбросили из окна дочь лэрда и говорят, что её призрак до сих пор бродит замком[3]. Герцог Камберленд находился в этом замке до самой своей победы в битве при Каллоден в 1746 году[3].
- Замок Тор (шотл. — Tor Castle) — возле Форт Уильям (Лохабер). Принадлежал клана Макинтош, но был захвачен кланом Камерон в XIV веке[3].